# Satigny
Satigny je obec na jihozápadě Švýcarska, v kantonu Ženeva. Žije zde přibližně 4 200 obyvatel.

## Geografie
Satigny se nachází severně od řeky Rhôny, asi 8 km severozápadně od centra Ženevy, poblíž hranice s Francií. Sousedí se švýcarskými obcemi Meyrin, Vernier, Bernex, Aire-la-Ville, Russin a Dardagny a francouzskými obcemi Thoiry a Saint-Genis-Pouilly.

## Historie

Letecký pohled (1964)

Na svahu Choully v oblasti Crédery byly nalezeny stopy osídlení z pozdního neolitu (ohniště, keramika, křemen). Nálezy z doby římské dokládají nejméně dvě villae (vesnice).
Ve středověku podléhala oblast Satigny, známá také jako Terre de Mortier, pánům z Gex a stále více ženevskému biskupovi, až byla nakonec začleněna do biskupského mandátu Peney. Po reformačních zmatcích, které ukončily biskupský režim, přešlo Satigny a mandát v roce 1536 pod ženevské panství, kde zůstalo i nadále. Archeologické vykopávky odhalily stopy prvních sakrálních staveb z 8. století. Na počátku 10. století bylo v Satigny pravděpodobně založeno převorství závislé na benediktinském opatství v Ainay (Lyon). Kolem roku 1133 byl klášter přeměněn na augustiniánské převorství, které se stále více dostávalo pod vliv ženevské katedrální kapituly a nakonec bylo v roce 1381 do ní začleněno. Převorství mělo různá práva nad okolními vesnicemi. Jeho pětikolový mlýn Les Bougieres, doložený k roku 1328, jehož budovy se dochovaly do současnosti, byl od 18. století znám jako Moulin-Fabry. Převorství bylo oficiálně zrušeno v roce 1512 a poté de facto v roce 1536. Po zavedení reformace byla v roce 1538 založena reformovaná farnost Satigny, která sloučila farnosti Satigny, Bourdigny, Peissy a Peney; farním kostelem se stal převorský kostel Saint-Pierre-aux-Liens. Půdorys a chór gotického kostela, který ve 13. století nahradil trojlodního předchůdce z 12. století, byly zachovány při přestavbě lodi s klasicistním průčelím a zvonicí v letech 1726–1728; obnovy proběhly v letech 1830, 1895 a 1977. Katolický kostel svatého Petra a Pavla byl postaven v roce 1903.
V 17. a 18. století získaly bohaté ženevské rodiny v Satigny statky, na nichž si postavily panská sídla. Farnost, založená v roce 1798, převzala hranice farnosti z roku 1538. Od 19. století sídlila v Satigny díky své centrální poloze obecní zařízení (školy, radnice).

## Obyvatelstvo
| Rok            | 1818 | 1850 | 1900 | 1950 | 2000 | 2010 | 2017 |
| Počet obyvatel | 900  | 1044 | 1343 | 1373 | 2785 | 3600 | 4118 |

Většina obyvatel (k roku 2000) hovoří francouzsky (2208, tj. 79,3 %), druhá nejčastější je němčina (137, tj. 4,9 %) a třetí angličtina (125, tj. 4,5 %).

## Hospodářství

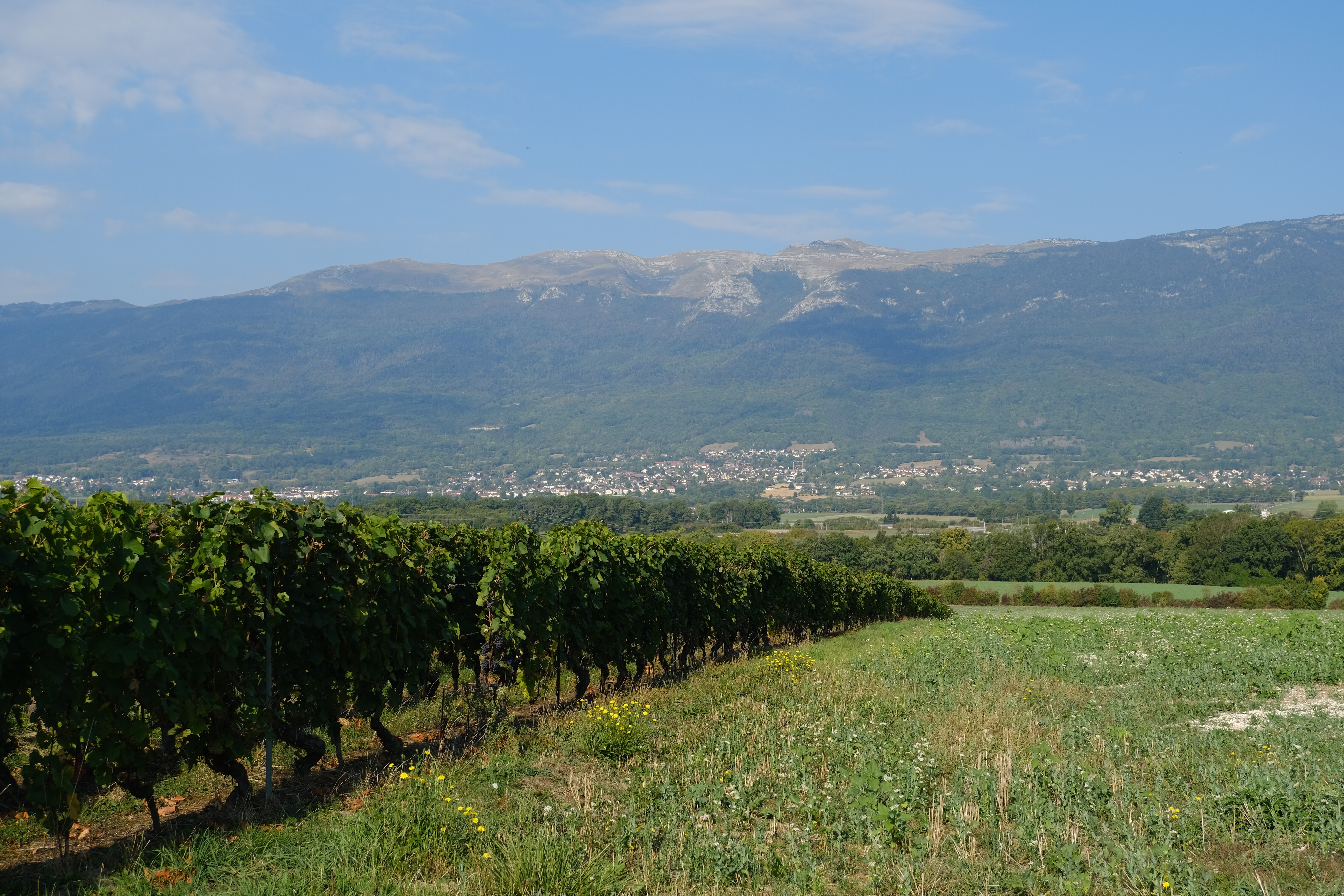
Vinice v Satigny

Satigny je dle rozlohy největší vinařskou obcí ve Švýcarsku a má vinařské družstvo. Výrobce vůní a aromat Firmenich zde provozuje svůj závod od roku 1976.
Díky těžbě štěrkopísků v Peney zažila hospodářský rozmach. Mlékárenství, které se provozovalo po celé 19. století, dosáhlo vrcholu v letech 1912–1935, kdy došlo k pokusu o kolektivní využití chlévů. Poté nastal úpadek. Na počátku 21. století je obec stále částečně charakterizována zemědělstvím a vinařstvím; Satigny je také rezidenční a průmyslovou obcí. Průmyslové zóny Meyrin-Satigny a Bois-de-Bay vznikaly od 70. let 20. století; v roce 2005 tvořil 2. sektor 55 % pracovních míst v obci.

## Doprava
Satigny je napojeno na síť veřejné dopravy autobusovými linkami, které provozuje ženevský dopravní podnik Transports publics genevois (TPG). Obec se nachází na železniční trati do Lyonu, která byla otevřena v roce 1858.

## Partnerská obec
- Arlesheim, Švýcarsko, od roku 2022[3]